# 43931 Yoshimi
43931 Yoshimi è un asteroide della fascia principale. Scoperto nel 1996, presenta un'orbita caratterizzata da un semiasse maggiore pari a 3,2275451 UA e da un'eccentricità di 0,0740006, inclinata di 21,56960° rispetto all'eclittica.